# Черкашин, Геннадий Александрович
Геннадий Александрович Черкашин (13 сентября 1936[…], Севастополь, Крымская АССР — 21 июня 1996[…], Санкт-Петербург) — советский и российский писатель, журналист, учёный-физик, общественный деятель, член Совета Земли по биополитике (Гаага, 1995), лауреат премии Автономной Республики Крым, член Союза писателей СССР (с 1979) и Союза журналистов СССР (с 1977 года), Почётный член Лиги культуры Севастополя, действительный член Российских морских сборов и первый президент Севастопольского фонда истории и культуры (1996 год).

## Биография
Родился 13 сентября 1936 года в Севастополе. Его отец — Александр Фёдорович Черкашин, окончил Севастопольское зенитное училище и заведовал военной кафедрой Донецкого индустриального института. Мать — Ольга Лукьяновна, работала в типографии. Вскоре после начала Великой Отечественной войны в августе 1941 года отец погиб под Киевом. 5-летний Геннадий с матерью и братом оказался в эвакуации в Прокопьевске. Вскоре после освобождения Севастополя Черкашин с матерью и братом в мае 1944 года вернулись в город. Жизнь их в разрушенном городе описана в первой книге Черкашина — «Вкус медной проволоки» (1969).
В 1954 году после окончания 5-й севастопольской школы поступил на физический факультет Ленинградского университета. В 1959 году он окончил ЛГУ, в том же году женился на Валентине Болеславовне Лазуркиной, аспиранте биолого-почвоведческого факультета ЛГУ. После окончания университета работал инженером, а с 1966 году — научным сотрудником в Агрофизическом институте; в 1967 году защитил кандидатскую диссертацию, стал старшим научным сотрудником, заместителем заведующего лабораторией. Однако через несколько лет ушел из института, решив заниматься только литературой.
Писать Черкашин начал ещё в университете, публиковал свои первые рассказы в факультетской стенгазете. Первые рассказы Черкашина опубликованы в 1966 году в журналах «Ватра» и «Искорка». Затем одна за другой стали появляться и книги: «Вкус медной проволоки» (1969), «Про Петю» (1975), «Клянусь землей и солнцем» (1978) и другие.
С 2 декабря 1982 года по 27 апреля 1983 года участвовал в кругосветном плавании на гидрофизических судах Черноморского флота «Адмирал Владимирский» и «Фаддей Беллинсгаузен».
В 1995 году издана книга «Избранный день» (писатель работал над ней с 1981 по 1987 год, но издательства, в которые Черкашин обращался, не хотели её издавать). Книга посвящена трагической теме ядерной войны. От имени тогдашнего мэра Санкт-Петербурга А. Собчака книга была разослана как предостережение президентам стран, обладающих атомным оружием, а также в Хиросиму. Из Музея Хиросимы Черкашин получил письмо с благодарностью: сообщалось, что книга будет экспонироваться в музее.
Активно принимал участие в общественной жизни Петербурга, был инициатором создания музея в Михайловском замке и других музеев.
Умер 21 июня 1996 года в Санкт-Петербурге. Похоронен по завещанию в Севастополе на кладбище Коммунаров. В 1998 году на его могиле сооружен памятник (автор — С. А. Чиж). На четырёхугольном стела неправильной формы из светло-серого гранита, в верхней её части вырублено выступающее из камня скульптурное изображение писателя. Здесь же посвятительные тексты. К стеле примыкает горизонтальная плита с его словами:

Могила Черкашина на кладбище Коммунаров в Севастополе.

«Было одно место на земле, куда я обязан был всегда возвращаться. Всего, одно место на огромной планете — Севастополь».

## Память
Севастопольский фонд истории и культуры носит имя Г. А. Черкашина. Ежегодно под патронатом фонда среди школьников Севастополя проводится литературный конкурс, лучшие произведения получают премии.
Решением Севастопольского городского совета от 27 сентября 2001 года детской библиотеке № 7 (филиал ЦБС) присвоено имя Геннадия Черкашина в которой 13 сентября 2002 года основан музей писателя.
С 11 по 13 сентября 2006 года в Севастополе прошли первые международные чтения и Международная конференция «Геннадий Черкашин: писатель, ученый, гражданин», выпущен библиографический указатель его произведений.

## Семья
- Жена — Валентина Болеславовна Лазуркина (1937–2022), окончила биолого-почвенный факультет ЛГУ, кандидат биологических наук, сотрудник библиотеки РАН[5].

- Дочь — Черкашина Марина Геннадьевна (1962–2001), выпускница филологического факультета ЛГУ, журналист, переводчик, преподаватель русской словесности.

## Творчество
- «Вкус медной проволоки». Л., 1969;
- «Про Петю». Л., 1975;
- «Клянусь Землей и Солнцем». Л., 1978;
- Черкашин Г. А. Бриг «Меркурий» : баллада / гравюры Р. Яхнина. — Л. : Детская литература, 1981. — 127 с. : ил. — (Морская слава).
- «Возвращение». Л., 1985;
- «Лейтенант Шмидт». М., 1984;
- «Кукла». Л., 1989;
- «Первый штурм», 1990;
- «Горькие травы Березани». М., 1990;
- Черкашин Г. А. Избранный день. — СПб. : НЕОквинт, 1995. — 480 с. — 3000 экз. — ISBN 5-87947-007-5.
- «Молчание колокола». Севастополь, 1996.

Также Геннадий Черкашин написал сценарий к художественному фильму «Убийство в Саншайн-Менор», принимал участие во многих телепередачах, вёл Санкт-Петербургскую телевизионную передачу «Воскресный лабиринт», был основателем новой литературной серии «Морская слава».